# (33775) 1999 RZ151
1999 RZ151 (asteroide 33775) é um asteroide da cintura principal. Possui uma excentricidade de 0.07711530 e uma inclinação de 7.99959º.
Este asteroide foi descoberto no dia 9 de setembro de 1999 por LINEAR em Socorro.